# Birkstraat 106 (Soest)
Birkstraat 106 is een gemeentelijk monument tussen Amersfoort en Soest in de provincie Utrecht.
Het pand werd in 1927 gebouwd door architect Barenburg voor jonkheer C.H. van den Brandeler uit Baarn. Op de eerste steen staat te lezen dat deze werd gelegd door de vijfjarige Albert Willem van den Brandeler. Nadat Van den Brandeler was verhuisd naar de Birkstraat 52a liet hij door architect W. van Genderen een kantoor aanbouwen op nummer 106. De Soestdijker architect P. Beekman vernieuwde in 1942 de keuken.
Het gebouw van twee lagen is opgetrokken uit baksteen en draagt een rieten kap. Het dak heeft verschillende nokhoogtes. In de dakruiter rechts op het dak is een klok aangebracht. Aan de linkergevel is een halfronde erker. In de asymmetrische voorgevel is een inpandige portiek. Aan de achterzijde is een vijfzijdige erker aangebouwd met op de verdieping een balkon.